# Bělehradské výstaviště

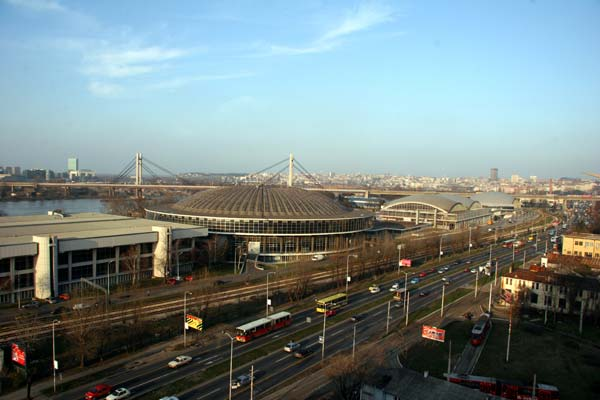
Pohled na areál výstaviště.

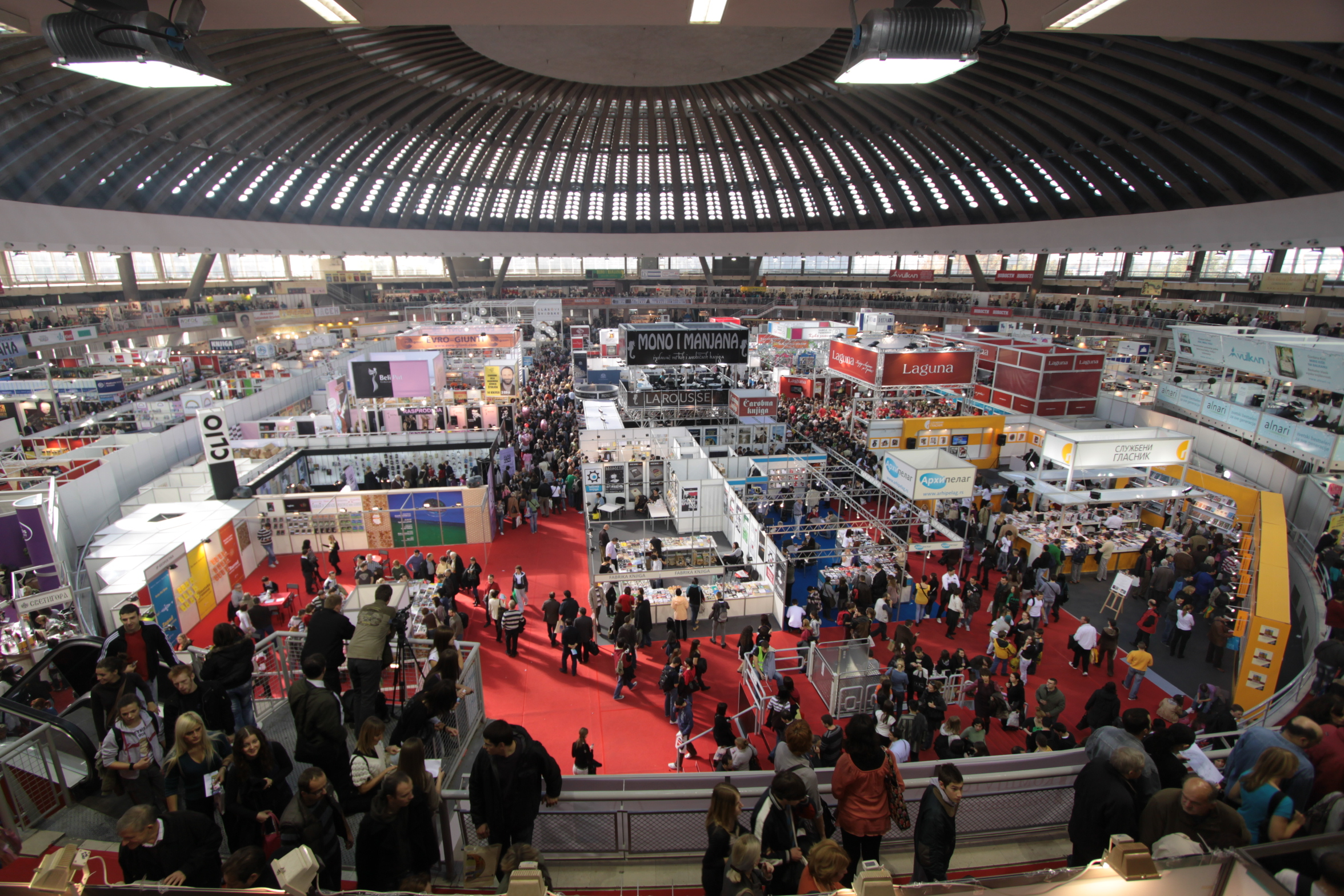
Knižní veletrh v roce 2011.

Bělehradské výstaviště (srbsky Београдски сајам) se nachází v jmenovaném městě, na břehu řeky Sávy, u ulice Bulevar Vojvode Mišića.

## Historie
Společnost provozující bělehradské veletrhy byla založena již v roce 1923 ve snaze konkurovat existujícím prostorám v Záhřebu a Lublani. O zbudování nového výstaviště bylo rozhodnuto místním zastupitelstvem dne 13. května 1953, stavební práce probíhaly v následující době. Současný areál výstaviště byl dokončen v roce 1957 a nahradil starší z roku 1937, který byl využíván jako koncentrační tábor. Vyplňuje prostor mezi řekou Sávou a čtyřproudou silnicí, resp. železniční tratí. Areál byl otevřen Veletrhem techniky dne 23. srpna 1957. Základní budovy výstaviště navrhl architekt Milorad Pantović, který o rozvoji této lokality přemýšlel již v roce 1940, před vypuknutím druhé světové války v prostoru bývalé Jugoslávie.
Od konce 50. let slouží výstaviště pro řadu akcí svého typu, známý je např. místní knižní veletrh, ale i další obdobné akce.
V 70. letech bylo výstaviště rozšířen o novou halu.
V roce 2020 byla v souvislosti s pandemií nemoci covid-19 jedna z hal výstaviště upravena jako polní nemocnice. Areál však nedisponoval potřebným sanitárním vybavením, což bylo kritizováno.. O rok později sloužilo jako očkovací centrum v rámci strategie Srbska na naočkování obyvatelstva proti uvedené nemoci. V polovině února 2021 zde byla vakcína podána 80 000 lidem.

## Objekty
Výstaviště tvoří několik hal (největší: hala 1, hala 2a a 2b, hala 3 a hala 4), některé z nich jsou chráněné i jako kulturní památky. Celkem tvoří areál 13 objektů.